# Chaplygin (cráter)

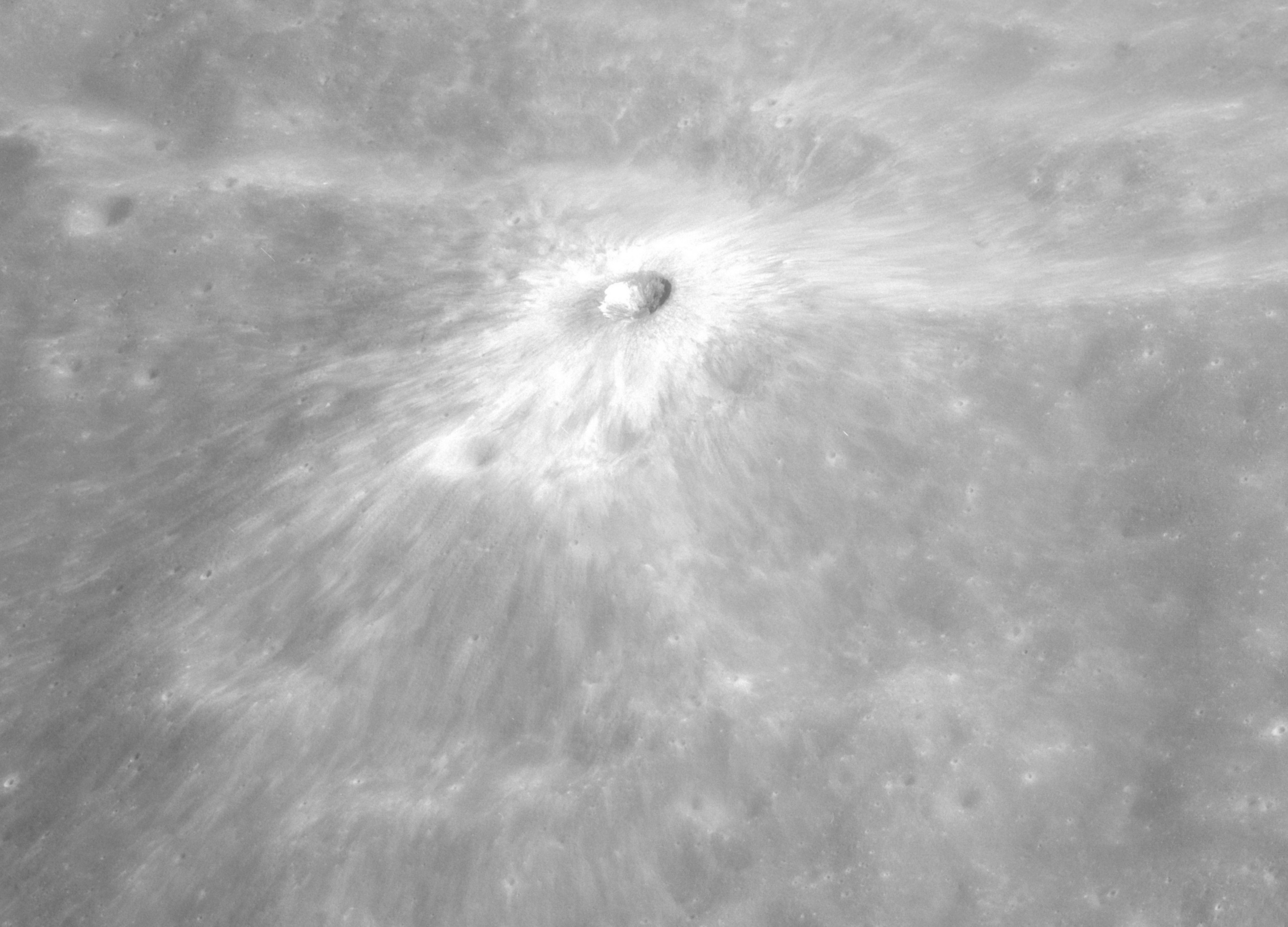
Foto oblicua de Chaplygin B, un pequeño cráter relativamente reciente situado en el borde norte de Chaplygin, con un brillante sistema de rayos. Vista desde el Apolo 11, con orientación sur.

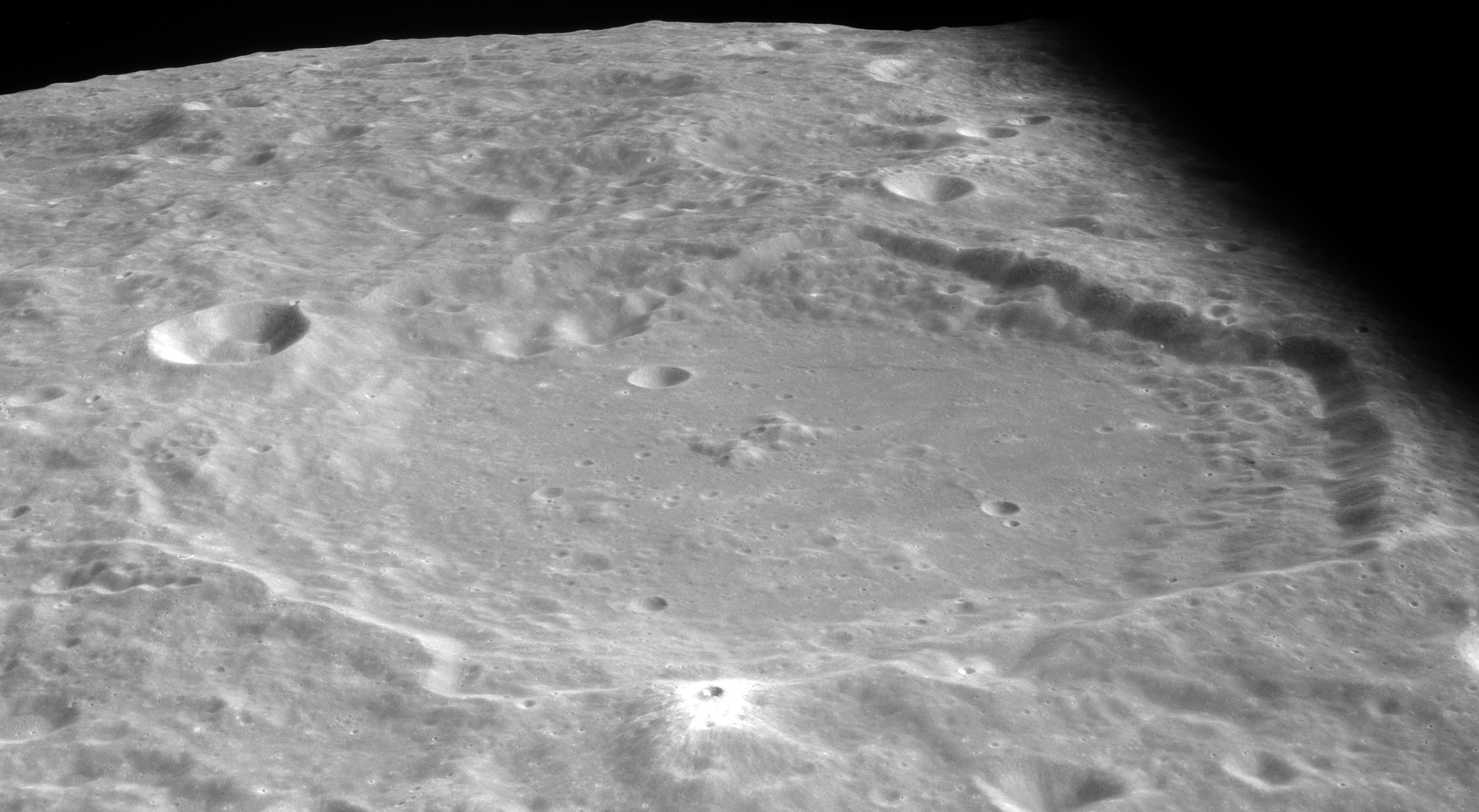
Fotografía de la misión Apolo 11

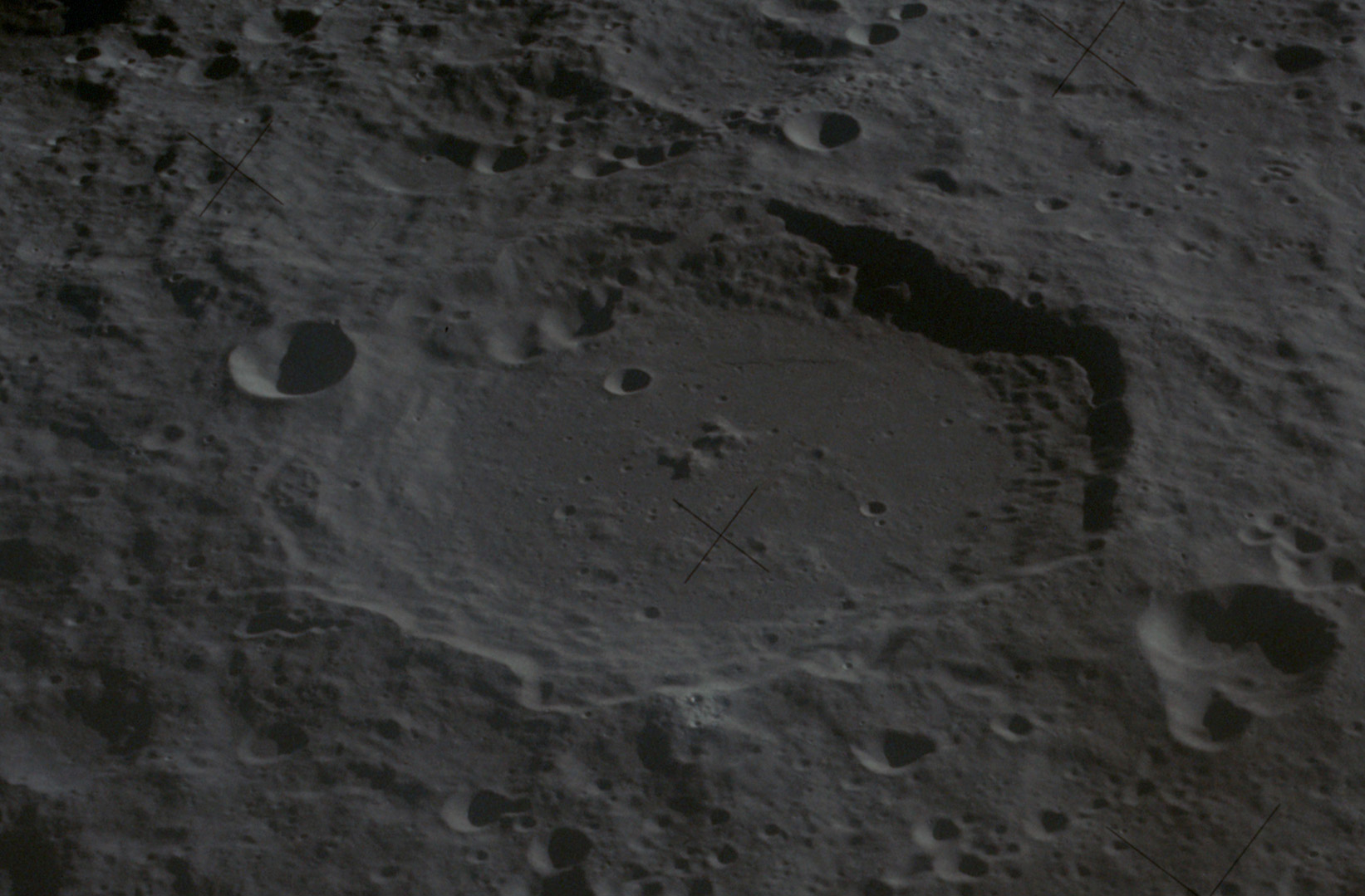
Fotografía de la misión Apolo 13

Chaplygin es un gran cráter de impacto que se encuentra en la cara oculta de la Luna, al sureste de la gran llanura amurallada del cráter Mendeleev, aproximadamente a mitad de camino entre los cráteres Schliemann al noreste y Marconi al suroeste. Tiene un tamaño similar al del cercano cráter Keeler.
|  |

El borde de este cráter es aproximadamente circular, pero con un borde irregular. La pared interior está aterrazada alrededor de gran parte de la circunferencia, pero esta estructura se altera un poco a lo largo del lado sur. El brocal está erosionado solo ligeramente, con pocos cráteres alrededor del perímetro; con la excepción de Chaplygin K que invade la pared interior a lo largo del lado sureste. Dentro de las paredes, el suelo interior está considerablemente nivelado y es liso en comparación con el terreno accidentado que rodea el exterior del cráter. Presenta un pico central cerca del punto medio, con algunos cráteres pequeños dispersos por toda la superficie.

## Cráteres satélite
Por convención estos elementos son identificados en los mapas lunares poniendo la letra en el lado del punto medio del cráter que está más cerca de Chaplygin.
|           | \| Chaplygin \| Coordenadas \| Diámetro \| \| --------- \| ------------------------------- \| -------- \| \| B \| 4°05′S 151°41′E / -4.08, 151.69 \| 1.5 km \| \| K \| 7°41′S 151°22′E / -7.68, 151.36 \| 20 km \| \| Q \| 7°38′S 147°55′E / -7.64, 147.91 \| 13 km \| \| Y \| 2°43′S 149°38′E / -2.71, 149.64 \| 28 km \| |          |
| Chaplygin | Coordenadas | Diámetro |
| B         | 4°05′S 151°41′E / -4.08, 151.69 | 1.5 km   |
| K         | 7°41′S 151°22′E / -7.68, 151.36 | 20 km    |
| Q         | 7°38′S 147°55′E / -7.64, 147.91 | 13 km    |
| Y         | 2°43′S 149°38′E / -2.71, 149.64 | 28 km    |

La denominación de Chaplygin B fue aprobada por la UAI el 25 de julio de 2017.